# Святилище Аполлона Гилата

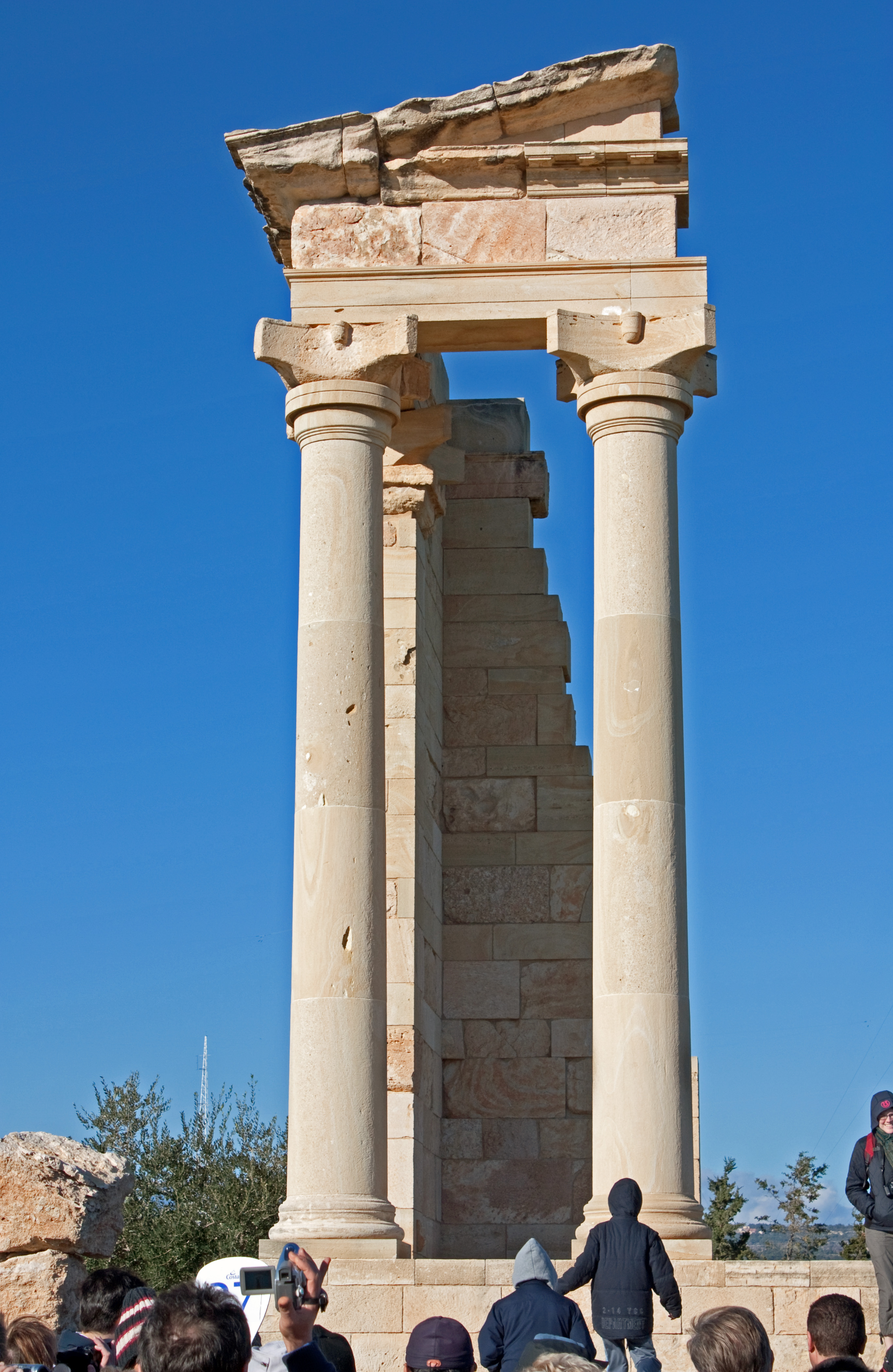

Святилище Аполлона Гилата (греч. Ιερό του Απόλλωνα Υλάτη) — руины храма к западу от Куриона, являвшегося одним из самых важных святилищ Древнего Кипра.
Самым известным упоминанием этого святилища в античных источниках является рассказ греческого историка и географа Страбона в Книге XIV его сочинения «География». Страбон упоминает святилище в следующем контексте: «Во всяком случае началом западного морского пути на Родос является Курий; затем тотчас идет мыс, откуда сбрасывают святотатцев, коснувшихся алтаря Аполлона».
Древний храм был построен во время бронзового века и был разрушен в 365 году до нашей эры в результате землетрясения. Были восстановлены многие разрушенные здания древнего святилища. Птолемеев храм датируется началом 3-го века до н.э. Что касается римского святилища, то оно было построено в два этапа: в прото-эллинистический период и в I веке н.э. Это святилище было разрушено в 364-365 н.э. землетрясением.
Это святилище было идентично святилищу Аполлона в Эпидавре в Арголиде. До сих пор сохранились надписи с именем Аполлона (5-4 век до н.э.).